# Азербайджанци
Азербайджанците (наричани също азери) са тюркски народ, населяващ основно района на Кавказ в Европа и Азия. Броят им е около 35 млн. души. По-голямата част живеят в Иран, където съставляват 24 % от населението на страната. Те са основното население в Азербайджан, където съставляват 90,6 % от населението (1999). Техни големи общности има в Турция, Грузия и Русия.

## История
Азербайджанската народност се формира в резултат от сливане на народи от кавказки и ирански произход с тюркските племена през 12 – 15 век.

## Език
Говорят азербайджански език от групата на тюркските езици.

## Религия
Азербайджанците са предимно мюсюлмани от шиитското направление. Част от тях са мюсюлмани от сунитското направление, християни, бахаи и зороастрийци.

## Известни азери
- Исмаил I
- Мирза Ахундов
- Сатар Хан
- Мир Хосеин Мусави
- Теймур Раджабов
- Али Даи
- Лотфи Заде
- Араш